# Francesc Batlle (organista)
Francesc Batlle (? - maig de 1679) fou clergue de Llampaies i organista
Segons F. Civil Batlle havia exercit alguna interinitat d'orgue a la catedral de Girona abans de presentar-se a la d'Olot. Batlle fou organista de la parròquia de Sant Esteve d'Olot entre 1625 i 1679, després de Pau Posas. Les oposicions que guanyà comptaren amb la presència del músic olotí Miquel Camps, en qualitat de pèrit. Durant les oposicions es van allotjar a l'hostal de la família Ferrosola. Autors com Francesc Civil argumenten que, abans, havia estat interí de l'orgue de la catedral de Girona.
És probable que Joan Verdalet, mestre de capella, es formés amb ell.
Durant els anys que Batlle fou organista, es van haver de dur a terme diverses reparacions de l'instrument. En primer lloc, el 1660 es va haver d'adobar, mentre que el 1678 es van reparar les manxes de l'orgue. Es creu, però, que els últims anys que va ocupar la plaça l'orgue es va deixar d'adobar.
Batlle va morir el maig de 1679 i fou enterrat el dia 19 d'aquell mateix mes a Olot, a la vora de la parròquia de Sant Esteve Gabriel Nadal fou el seu successor en el magisteri de l'orgue de Sant Esteve d'Olot.